# Corsi (popolo moderno)
I còrsi sono gli abitanti e nativi dell'isola di Corsica, regione francese a statuto speciale denominata ufficialmente in francese Collectivité territoriale de Corse, in corso Cullettività territuriale di Corsica ("Collettività territoriale della Corsica").

## Origini e storia
Le prime genti giunte in Corsica durante il Mesolitico (dama di Bonifacio) e il Neolitico provenivano molto probabilmente dalla penisola italiana, più precisamente dall'arco tosco-ligure; queste popolazioni si stabilirono poi anche nell'estremità settentrionale della Sardegna, occupando inoltre l'arcipelago di La Maddalena.

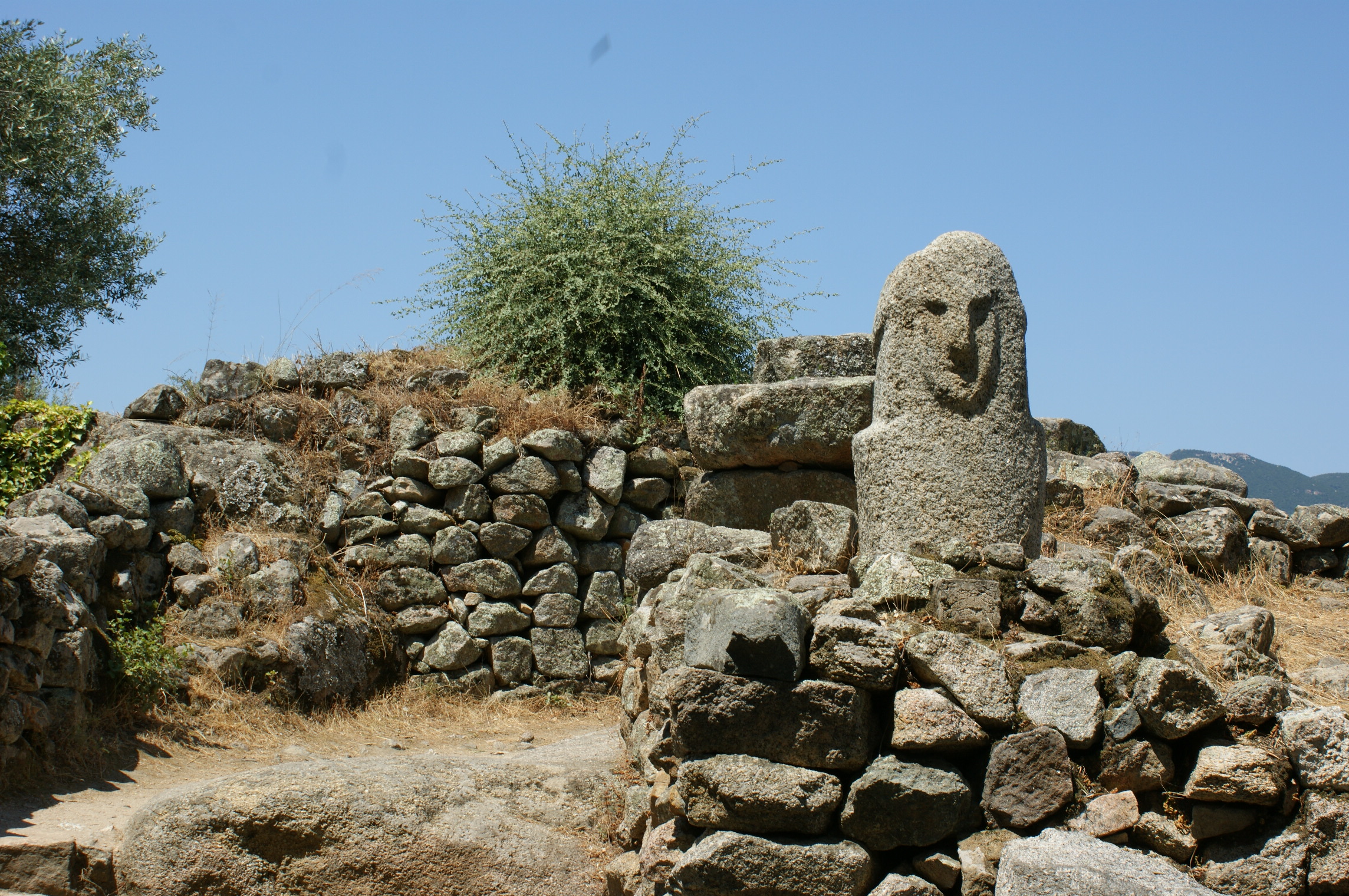
Il sito di Filitosa

Tra il IV e il III millennio a.C. la Corsica e la Gallura appaiono unite culturalmente dalla cosiddetta cultura di Arzachena, facies gallurese-corsa, contemporanea della cultura di San Ciriaco, diffusa in tutta la Sardegna. Nell'antica Età del bronzo agli influssi poladiani e della cultura di Bonnanaro seguì, specialmente nella parte meridionale a sud di Ajaccio, lo sviluppò di una civiltà megalitica parallela a quella nuragica detta civiltà torreana.
Le antiche genti corse erano forse di ceppo ligure, come indicato anche dai toponimi Asco e Venzolasca, con il tipico suffisso in «-asco» (lingua paleocorsa).
Entrarono poi nell'orbita di Etruschi, Greci e Punici fino a quando l'isola divenne parte dei territori di Roma nel 238 a.C.. La provincia di Sardinia et Corsica rimase sotto il dominio romano fino al 456 d.C. quando venne inglobata nel regno dei Vandali d'Africa. Riconquistate dai Bizantini (la Corsica finì poi sotto il dominio longobardo e franco), le due isole a partire dal Basso Medioevo subirono la penetrazione prima commerciale e poi politica delle repubbliche marinare di Pisa e Genova. In Corsica colonie genovesi furono i borghi di Calvi e Bonifacio.

Pasquale Paoli

La Corsica, la quale per un certo periodo risultò ufficialmente parte del Regno di Sardegna e Corsica, non venne mai conquistata dalla corona d'Aragona, cosicché rimase sotto il governo di Genova fino al XVIII secolo, per poi essere ceduta alla Francia. Pasquale Paoli si oppose tanto al potere genovese quanto a quello francese, fondando uno stato corso temporaneamente indipendente e, nel 1765, un'università di lingua italiana (dichiarata come lingua ufficiale dell'isola) destinata a formare i quadri del suo governo e la sua classe dirigente.
A partire dai tempi della Rivoluzione francese si è avuto, analogamente alle altre lingue regionali francesi, un processo di declino anche di quella corsa, nonostante una breve parentesi di irredentismo italiano. Infatti i corsi, anche se coinvolti solo superficialmente nel processo unitario italiano, ebbero intellettuali (da Santu Casanova a Salvatore Viale) legati al Tommaseo che impiegarono nelle proprie opere l'italiano e il corso, riallacciandosi così più alla tradizione linguistica della penisola italiana che a quella dell'esagono francese.

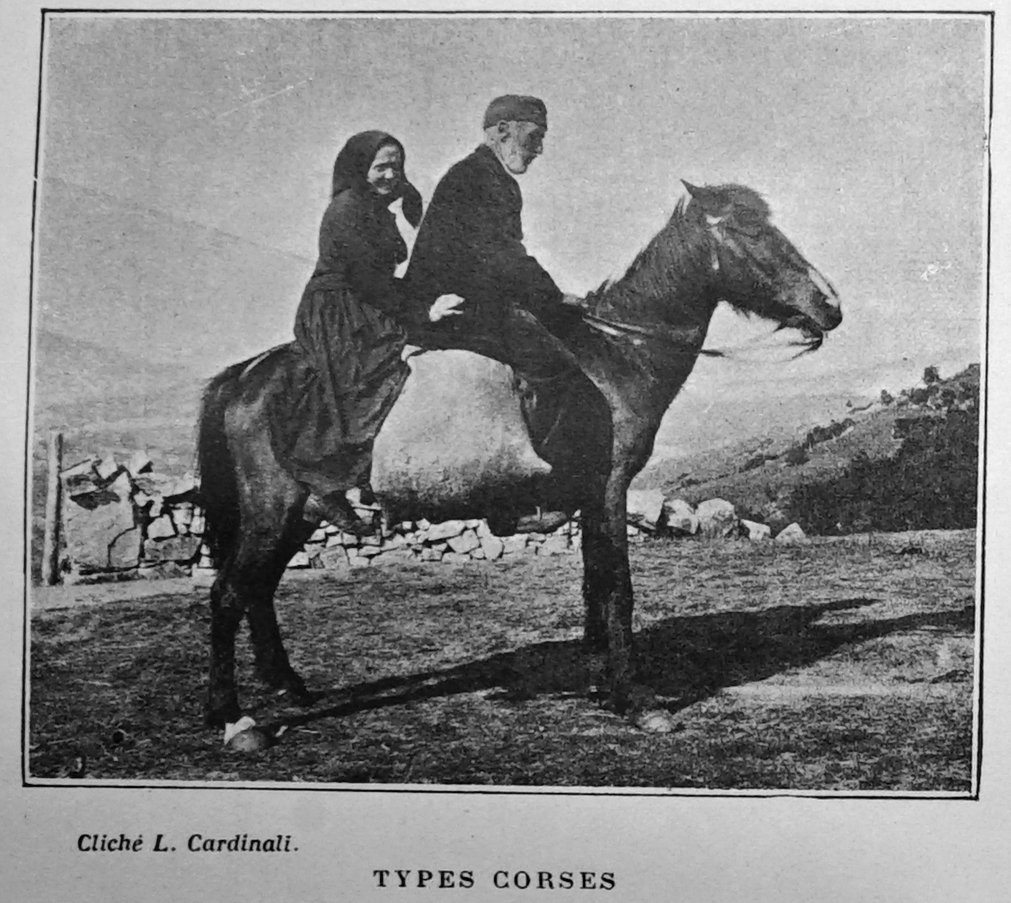
Due anziani corsi a cavallo (1904)

Trasferimenti interni alla Francia metropolitana sono stati particolarmente importanti durante la seconda metà del Novecento, quando parte dei Pieds-noirs espulsi dall'Algeria (molti dei quali di origine corsa) trovarono residenza in Corsica.
Secondo il censimento del 1999 l'87,1 % della popolazione della Corsica era di nazionalità francese: di questi il 68,2% era nato in Corsica. Il 10% circa degli abitanti dell'isola era invece di origine straniera, in maggioranza proveniente dal Marocco (41.9%), Italia (18.7%) e Portogallo (12.3%).

## Distribuzione geografica
La maggior parte dei corsi vive in Corsica; purtuttavia, persone di origine còrsa sono presenti anche nella Francia continentale e in alcune regioni oltremarine come a Farino nell'isola della Nuova Caledonia, in Oceania.
Da un punto di vista storico flussi migratori corsi verso la Sardegna settentrionale, già attestati in epoca giudicale, proseguirono tra il 1300 e il 1800. Nel periodo tardo medioevale un numeroso nucleo di còrsi si era stabilito anche in Toscana e a Roma, nel rione di Trastevere: infatti, la guarda personale del papa e le forze dell'ordine furono composte dal XV al XVII secolo da còrsi. Inoltre, capitani di ventura corsi, come Pasquino Corso, combatterono alla testa di milizie dell'isola nelle guerre italiane del 1500.
Nelle Americhe importanti comunità di origine còrsa si trovano a Porto Rico e in Venezuela.

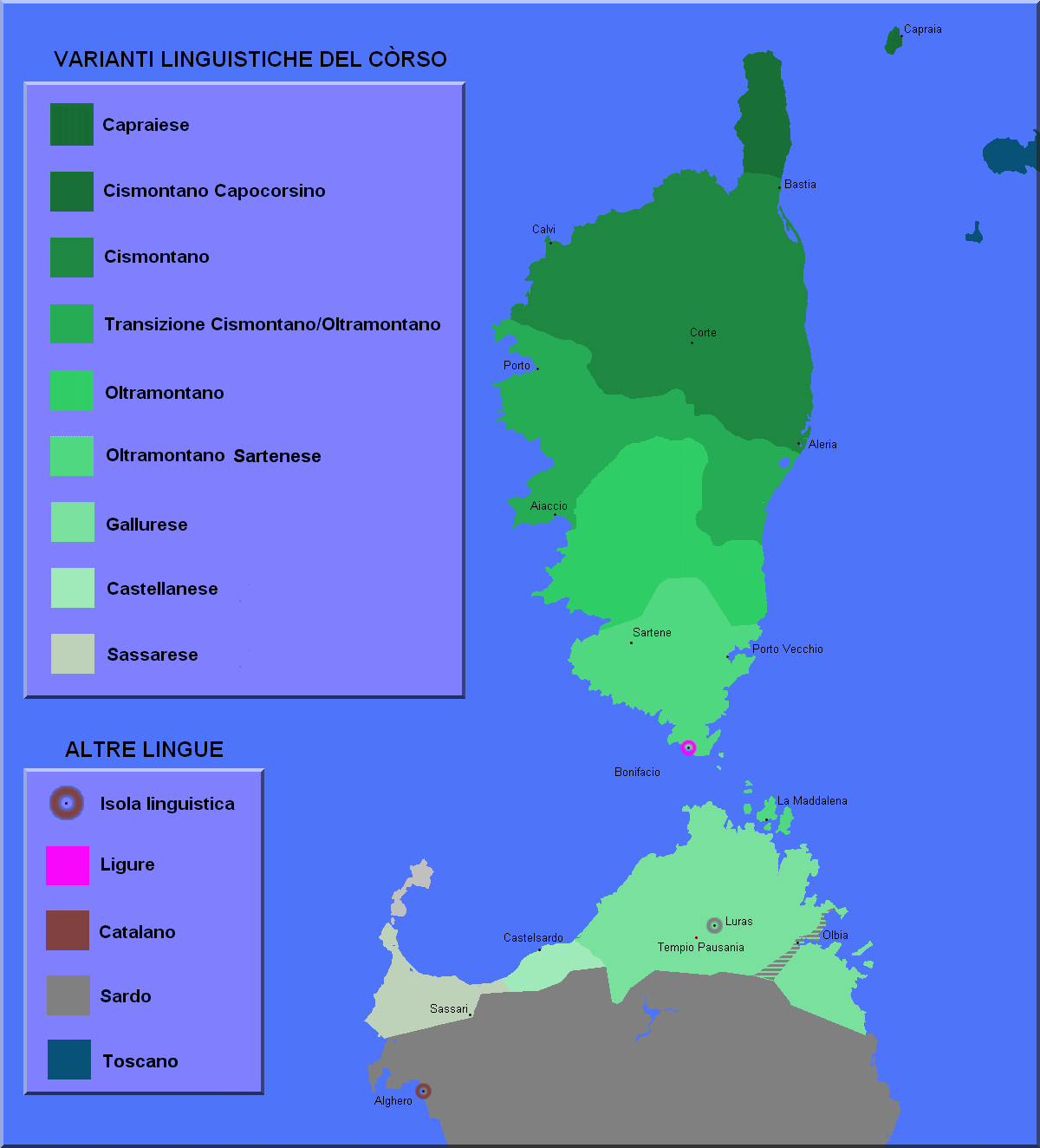
Diffusione della lingua corsa e delle sue varianti

## Lingue
La lingua corsa (corsu) è una lingua romanza appartenente al gruppo toscano, riconosciuta come lingua regionale dallo Stato Francese; varianti di questa lingua vengono parlate anche nel nord Sardegna in Gallura e, per esteso, anche nell'Anglona e nel Sassarese. Nella Corsica meridionale è presente un'isola linguistica a Bonifacio, antico borgo popolato durante il medioevo da coloni provenienti dalla Liguria, in cui è presente una minoranza parlante ligure coloniale (ivi chiamato bunifazzinu).
La lingua corsa è strettamente imparentata ai vari vernacoli toscani, dei quali ha conservato diversi tratti risalenti al Medioevo e con i quali il còrso può per alcuni aspetti essere classificato ai fini linguistici (pur riconoscendo la presenza di un substrato autoctono e uno sviluppo autonomo, specie a partire dall'appartenenza politica alla Francia nel 1769). Pertanto la denominazione di "lingua" è ritenuta un argomento controverso, in quanto alcuni linguisti considerano il còrso un autentico dialetto italiano.
Tuttavia, la lingua è divisibile in due differenti gruppi dialettali, riconducibili a due aree linguistiche e culturali situate a nordest e a sudovest della linea Girolata-Porto Vecchio; laddove la varietà cismontana parlata nel nord presenta una maggiore affinità col toscano, quella oltramontana del sud si accosta maggiormente al siciliano e, relativamente solo ad alcuni caratteri, al sardo.
L'italiano moderno e il còrso settentrionale sono così simili che, generalmente, chi conosce l'uno dovrebbe riuscire a capire anche l'altro pur non avendolo mai studiato.
Secondo degli studi effettuati nel 1980 e nel 1990 la lingua corsa, per quanto sia prevista (al contrario di quella sarda) nell'insegnamento scolastico e anche in quello universitario, è sempre meno utilizzata dagli isolani, la cui prima lingua è oramai il francese nelle loro relazioni di carattere sia formale, sia informale. Nel 1980 circa il 75% della popolazione corsa dichiarava di "possedere dimestichezza del corso" in famiglia, mentre nel 1990 la percentuale è scesa al 55%. Sempre nel 1990, il 10% della popolazione affermava di utilizzare il corso come prima lingua nel nucleo familiare e nella vita pubblica.
Secondo un sondaggio ufficiale commissionato dalla Collectivité territoriale de Corse nel 2013, in Corsica la lingua Corsa ha un numero di parlanti situato fra 86.800 e 130.200, su una popolazione totale di 309.693 abitanti.

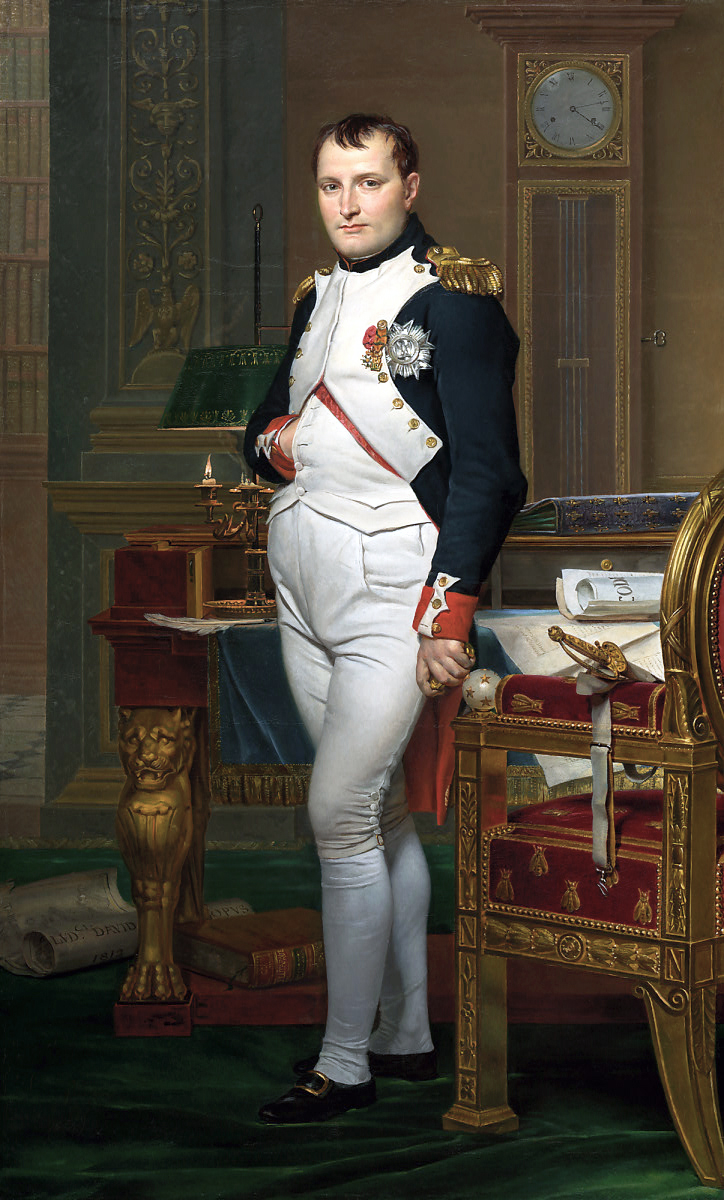
Napoleone Buonaparte, il corso più conosciuto al mondo

## Genetica
Secondo uno studio genetico del 2003, la popolazione mediterranea cui quella còrsa sarebbe più vicina sono i sardi; un altro studio aveva però rinvenuto una distanza più significativa dalla popolazione sarda rispetto a quelle della Provenza e delle regioni italiane di Liguria, Campania, Sicilia e Lazio.
Secondo uno studio genetico del 2019 il genoma dei Corsi moderni deriva al 56% dai primi agricoltori europei, 22% dagli agricoltori iraniani o cacciatori-raccoglitori caucasici, 11% dai cacciatori-raccoglitori occidentali e 11% dai cacciatori-raccoglitori orientali. Per gli autori: "la caratterizzazione genetica della Corsica è coerente con una più stretta affinità genetica con le popolazioni dell'Italia settentrionale e centrale piuttosto che con i sardi, pur condividendo con questi ultimi una notevole proporzione di ascendenza e simili processi demografici e di isolamento.".
Un ulteriore studio del 2018 ha concluso che le popolazioni corse hanno avuto origine da movimenti migratori preistorici verso l'isola avvenuti nel Mesolitico, Neolitico e nell'età dei metalli piuttosto che in epoca storica.